# Giuseppe Andrea Rignon
Giuseppe Andrea Rignon (... – 12 novembre 1805) è stato un politico italiano, sindaco di Torino nel 1789.

## Biografia
Figlio del banchiere di origine sarda Giovanni Francesco, sposò Francesca Matilde Gioanetti. I due ebbero i figli Giuseppe Gaetano (1764-1837) e Gaspare Felice (1770-1818).
Fu decurione di Torino di seconda classe e sindaco nel 1789, con Prospero Balbo.
Il nipote Edoardo fu senatore del Regno di Sardegna.